# Weekend (Club Dogo)
Weekend è un singolo del gruppo musicale italiano Club Dogo, pubblicato il 2 giugno 2014 come primo estratto dal settimo album in studio Non siamo più quelli di Mi fist.

## Video musicale
Il videoclip, girato a Los Angeles diretto da Marco Salom, è stato pubblicato il 5 giugno 2014.

## Tracce
1. Weekend – 3:40

## Classifiche
| Classifica (2014) | Posizione massima |
| ----------------- | ----------------- |
| Italia            | 1                 |